# Philippe de Henning
Philippe de Henning (* 28. März 1943 in Paris) ist ein französischer Fotograf, Designer und ehemaliger Autorennfahrer.

## Ausbildung und Familie
Philippe de Henning machte in den 1960er-Jahren eine Ausbildung zum Fotografen und Grafiker. Den Beruf übte er auch während seiner Karriere als Rennfahrer aus. Er arbeitete auch als Modedesigner, erarbeitete Kataloge für Möbeldesign und entwickelte Corporate Designs für Pariser Museen.
Er war in den 1970er-Jahren mit dem Model Wallis Franken verheiratet. Das Paar hatte drei Kinder, die beiden Töchter Rhea und Celia, und einen Sohn. Der Sohn starb im dritten Lebensmonat am Plötzlichen Kindstod. Nach der Scheidung war Franken in zweiter Ehe mit dem französischen Modeschöpfer Claude Montana verheiratet. Franken war bereits 1977 als Model bei der skandalträchtigen Modeschau von Montana auf dem Laufsteg. Franken heiratete Montana 1993 und kam am 8. Mai 1996 unter mysteriösen Umständen in Paris ums Leben. Der Sturz aus einem Fenster der gemeinsamen Wohnung wurde später offiziell zum Selbstmord erklärt.

## Scientology
In den 1980er-Jahren wurde Philippe de Henning Mitglied von Scientology. Die Verbindung mit dieser Neuen Religiösen Bewegung wurde so eng, dass die Renneinsätze von de Henning größtenteils von den Scientology-Verlagshäusern New Era Publications und Bridge Publications finanziert wurden.

## Karriere als Rennfahrer
Die Fahrerkarriere von de Henning begann schon in den 1060er-Jahren. 1964 startete er gemeinsam mit dem damals 28-jährigen Claude Ballot-Léna auf einem Fiat-Abarth 850TC bei der Tour de France für Automobile. Ein mechanischer Defekt stoppte das Engagement der beiden Franzosen. Ende der 1960er-Jahre bestritt er Bergrennen, beteiligte sich erfolglos am 1000-km-Rennen von Paris 1972 und fuhr 1973 eine komplette Saison in der französischen Formel-Renault-Meisterschaft, die er als 21. der Gesamtwertung (Meister René Arnoux vor Patrick Tambay und Alain Couderc) beendete.
Die elfjährige Rennpause war die lange nachwirkende Folge der Ölpreiskrise, durch die er die finanzielle Unterstützung verlor. 1984 kehrte er an die Rennstrecken zurück. Er habe durch das Studium der Schriften von L. Ron Hubbard neue Motivation erhalten. Nach drei Saisons in der Französischen Formel-3-Meisterschaft wechselte er 1987 in den Sportwagensport. Von 1987 bis zum Ablauf der Saison 1991 war er regelmäßiger Starter in der Sportwagen-Weltmeisterschaft. Seine beste Platzierung war der sechste Rang und Klassensieg beim 24-Stunden-Rennen von Le Mans 1987.

## Statistik

### Le-Mans-Ergebnisse
| Jahr | Team                        | Fahrzeug    | Teamkollege   | Teamkollege             | Platzierung            | Ausfallgrund    |
| ---- | --------------------------- | ----------- | ------------- | ----------------------- | ---------------------- | --------------- |
| 1987 | Spice Engineering           | Spice SE86C | Fermín Vélez  | Gordon Spice            | Rang 6 und Klassensieg |                 |
| 1989 | Roy Baker Racing            | Spice SE87C | Evan Clements | Dudley Wood             | Rang 17                |                 |
| 1990 | Chamberlain Engineering     | Spice SE90C | Robin Donovan | Charles Zwolsman senior | Ausfall                | Motorschaden    |
| 1991 | Automobiles Louis Descartes | ALD C91     | Patrick Gonin | Luigi Taverna           | Ausfall                | Getriebeschaden |

### Einzelergebnisse in der Sportwagen-Weltmeisterschaft
| Saison | Team                         | Rennwagen               | 1   | 2   | 3   | 4   | 5   | 6   | 7   | 8   | 9   | 10  | 11  | 12  | 13  | 14  | 15  | 16  | 17  | 18  | 19  | 20  |
| ------ | ---------------------------- | ----------------------- | --- | --- | --- | --- | --- | --- | --- | --- | --- | --- | --- | --- | --- | --- | --- | --- | --- | --- | --- | --- |
| 1964   | Leman                        | Fiat-Abarth 850 TC      | DAY | SEB | TAR | MON | SPA | CON | NÜR | ROS | LEM | REI | FRE | CCE | RTT | SIM | NÜR | MON | TDF | BRI | BRI | PAR |
| 1964   | Leman                        | Fiat-Abarth 850 TC      |     |     |     |     |     |     |     |     |     |     |     |     |     | DNF |     |     |     |     |     |     |
| 1987   | Spice Engineering Ivy Racing | Spice SE86C Tiga GC287  | JAR | JER | MON | SIL | LEM | NÜN | BRH | NÜR | SPA | FUJ |     |     |     |     |     |     |     |     |     |     |
| 1987   | Spice Engineering Ivy Racing | Spice SE86C Tiga GC287  |     |     |     |     | 6   |     | DNF | DNF | 21  |     |     |     |     |     |     |     |     |     |     |     |
| 1988   | GP Motorsport                | Spice SE87C             | JER | JAR | MON | SIL | LEM | BRÜ | BRH | NÜR | SPA | FUJ | SAN |     |     |     |     |     |     |     |     |     |
| 1988   | GP Motorsport                | Spice SE87C             | 8   | DNF | DNF |     |     |     |     |     |     |     | DNF |     |     |     |     |     |     |     |     |     |
| 1989   | Baker Racing GP Motorsport   | Spice SE87C             | SUZ | DIJ | JAR | BRH | NÜR | DON | SPA | MEX |     |     |     |     |     |     |     |     |     |     |     |     |
| 1989   | Baker Racing GP Motorsport   | Spice SE87C             |     | DNF |     | 17  | DNF | DNF | 18  | 21  |     |     |     |     |     |     |     |     |     |     |     |     |
| 1990   | GP Motorsport                | Spice SE90C Spice SE89C | SUZ | MON | SIL | SPA | DIJ | NÜR | DON | MOT | MEX |     |     |     |     |     |     |     |     |     |     |     |
| 1990   | GP Motorsport                | Spice SE90C Spice SE89C | 21  | DNF | DNF |     | DNF |     |     |     |     |     |     |     |     |     |     |     |     |     |     |     |
| 1991   | Louis Descartes              | ALD C91                 | SUZ | MON | SIL | LEM | NÜR | MAG | MEX | AUT |     |     |     |     |     |     |     |     |     |     |     |     |
| 1991   | Louis Descartes              | ALD C91                 |     | DNF |     | DNF |     |     |     |     |     |     |     |     |     |     |     |     |     |     |     |     |